# Breidleria arcuata
Breidleria arcuata là một loài Rêu trong họ Hypnaceae. Loài này được (Molendo) Loeske mô tả khoa học đầu tiên năm 1910.